# Лисецкий, Ян
Ян Милош Лисецкий (пол. Jan Miłosz Lisiecki; род. 23 марта 1995, Калгари) — канадский пианист польского происхождения.
Начал учиться музыке в пятилетнем возрасте в консерватории Университета Маунт-Ройял в Калгари. В девять лет дебютировал с оркестром, к 14-летнему возрасту добившись значительного международного признания. 1 января 2010 года открыл юбилейные торжества по случаю 200-летия Фридерика Шопена на его родине в Желязовой-Воле, в апреле того же года заменил заболевшего Нельсона Фрейре в гастрольном турне по Франции, в мае выступил на концерте открытия международного музыкального фестиваля в Сеуле, в июле выступил на Парламентском холме в Оттаве на концерте по случаю визита королевы Елизаветы II в Канаду. В том же 2010 году вышел первый диск Лисецкого с двумя фортепианными концертами Шопена, записанными на концертах в Польше; позднее в том же году юный пианист подписал эксклюзивный контракт со звукозаписывающей фирмой Deutsche Grammophon, выпустившей в апреле 2012 года его второй диск — 20-й и 21-й концерты Вольфганга Амадея Моцарта (с Симфоническим оркестром Баварского радио, дирижёр Кристиан Закариас); в январе 2013 года Лисецкий завершил запись второго альбома для немецкого лейбла — шопеновских этюдов Op. 10 и Op. 25. В декабре 2012 г. Лисецкий дебютировал с Нью-Йоркским филармоническим оркестром, исполнив фортепианный концерт Роберта Шумана.